# BMW N13
BMW N13 — бензиновый двигатель внутреннего сгорания немецкого автоконцерна BMW. Производится с 2011 года. Впервые был представлен на BMW 116i/118i. 
Двигатель разрабатывается на основе двигателя Prince компаний Peugeot и Citroen. Также устанавливался на автомобили Mini.
Базовой моделью для BMW N13 стала BMW N20. С мая 2012 года двигатель устанавливается на автомобили BMW 114i и BMW 316i.

## Технические характеристики
| Тип    | Объём            | Диаметр × Ход поршня | Мощность при об/мин               | Крутящий момент       | Степень сжатия | Годы производства |
| ------ | ---------------- | -------------------- | --------------------------------- | --------------------- | -------------- | ----------------- |
| N13B16 | 1,6 л (1598 см3) | 77 × 85,8 мм         | 75 кВт (102 л. с.) при 4000—6450  | 180 Н*м при 1100—3900 | 10,5:1         | с 09.2012         |
| N13B16 | 1,6 л (1598 см3) | 77 × 85,8 мм         | 100 кВт (136 л. с.) при 4400—6450 | 220 Н*м при 1350—4300 | 10,5:1         | с 09.2011         |
| N13B16 | 1,6 л (1598 см3) | 77 × 85,8 мм         | 125 кВт (170 л. с.) при 4800—6450 | 250 Н*м при 1500—4500 | 10,5:1         | с 09.2011         |
| N13B16 | 1,6 л (1598 см3) | 77 × 85,8 мм         | 130 кВт (177 л. с.) при 4800—6450 | 250 Н*м при 1500—4500 | 10,5:1         | с 03.2015         |